# Чемпионат мира по бобслею 1951
12-й чемпионат мира по бобслею и скелетону прошёл 1 февраля 1951 года в городе Альп-д'Юэзе.

## Соревнование двоек
| Золото                                  | Серебро                                | Бронза                                 |
| Андреас Остли, Лоренц Нибёрль (5:11,94) | Стенли Бенхам, Патрик Мартин (5:15,33) | Феликс Эндрих, Вернер Спринг (5:16,48) |

## Соревнование четвёрок
| Золото                                                                   | Серебро                                                               | Бронза                                                        |
| Андреас Остли, Ксавье Леитл, Микаэль Пёссингер, Лоренц Нибёрль (2:24,98) | Стенли Бенхам, Патрик Мартин, Джеймс Аткинсон, Гэри Шеффилд (2:26,50) | Франц Капус, Франц Штокли, Ханс Болли, Генрих Ангст (2:26,66) |

## Медальный зачёт
| Место | Страна    | Золото | Серебро | Бронза | Всего |
| ----- | --------- | ------ | ------- | ------ | ----- |
| 1     | ФРГ       | 2      | 0       | 0      | 2     |
| 2     | США       | 0      | 2       | 0      | 2     |
| 3     | Швейцария | 0      | 0       | 2      | 2     |